# コモロの港湾
コモロの港湾（コモロのこうわん、英語: Ports and harbours in the Comoros）は、コモロにおける港湾について記す。

## 一覧
- モロニ港（モロニ）
- ムツァムドゥ港（ムツァムドゥ）